# Sven Nyman
För juristen med samma namn, se Sven Nyman (justitieråd).
Sven Arne Nyman (i riksdagen kallad Nyman i Västerås), född 24 april 1910 i Stockholm, död 23 november 1988 i Västerås, var en svensk tjänsteman och politiker (folkpartist). 
Sven Nyman var personalkonsulent och senare utbildningschef på AB Svenska Metallverken i Västerås 1946–1974. Han var under stora delar av livet aktiv i KFUM, där han också satt i förbundsstyrelsen 1956–1965.
Han var riksdagsledamot 1961–1970 i första kammaren för Södermanlands och Västmanlands läns valkrets. I riksdagen var han bland annat ledamot i allmänna beredningsutskottet 1965–1967 och statsutskottet 1968–1970. Han var särskilt aktiv i forsknings- och utbildningsfrågor.